# Д-3 «Красногвардеец»
Д-3 «Красногвардеец» — советская дизель-электрическая торпедная подводная лодка, построенная в 1927—1930 годах, третий корабль серии I, проекта Д — «Декабрист».
В июне-июле 1942 года не вернулась из боевого похода.
В августе 2021 обнаружена комплексной экспедицией Северного флота и Русского географического общества «Помни войну».

## История корабля

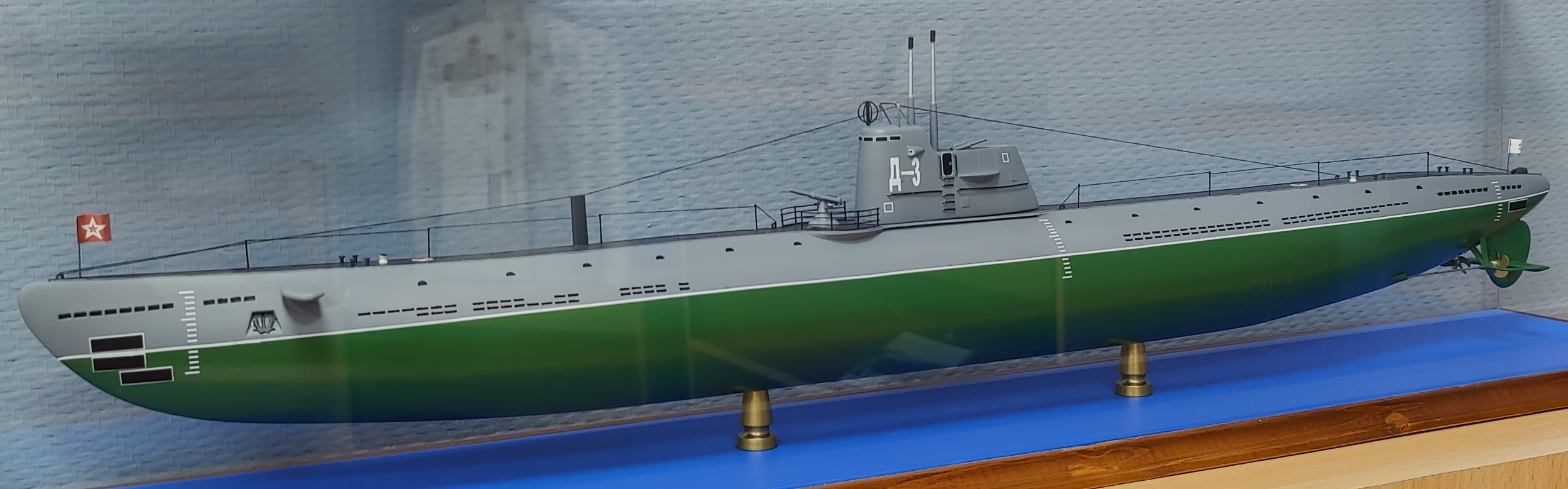
Макет в Музее истории подводных сил имени Маринеско

Подводная лодка «Красногвардеец» была заложена 5 марта 1927 года на стапеле завода № 189. 12 июля 1929 года лодку спустили на воду, 1 октября 1931 года подписан приёмный акт. 14 ноября на лодке поднят флаг, она вошла в состав морских сил Балтийского моря. С 26 июля по 21 сентября в составе экспедиции особого назначения ЭОН-2 «Красногвардеец» перешёл из Ленинграда в Мурманск, где вошёл в состав Северной военной флотилии.
21 августа 1934 года лодке присвоили обозначение «Д-3». В 1934—1936 годах «Д-3» совершила ряд походов в высоких широтах. В 1937 году при возвращении из очередного плавания «Д-3» попала в британскую противолодочную сеть времён Первой мировой войны. В течение часа лодке удалось освободиться, при всплытии были обнаружены остатки сети и зафиксировано повреждение рулей. Через торпедный аппарат за борт выходил боцман Нещерет и резал сети. С этим сюжетом была выпущена стенгазета.
5 февраля 1938 года «Д-3» с группой связистов на борту вышла в направлении дрейфующей полярной станции «Северный полюс-1», имея задачу поддержки радиосвязи между спасательными судами и дирижаблем «СССР-В6», направленными для снятия экипажа станции. Во время этого плавания посетила район острова Ян-Майен, став первой из советских подводных лодок, вышедших в Западное полушарие, и преодолела пятикабельтовую ледовую перемычку, став первой советской подводной лодкой, совершившей подлёдное плавание. В том же году встала на ремонт и модернизацию, работы завершились в 1940 году.

### Боевые действия
- 23 июня 1941 года «Д-3» вышла в боевой поход с командиром 1-го дивизиона подводных лодок капитаном 2 ранга М. И. Гаджиевым на борту. 4 июля вернулась в Полярный.
- C 17 июля по 28 июля находилась во втором боевом походе. Имели место технические неполадки: поступление воды, поломки лага. Была отозвана на базу в связи с планируемой операцией британской авиации в Норвегии.
- 12 августа во время авианалёта на Оленью Губу расчёт 45-мм орудия «Д-3» сбил вражеский самолёт Fw 200. Информация не подтверждена немецкой стороной, погибшим в тот день числится лишь один самолёт типа Messerschmitt Bf.110.
- 16 августа вышла в третий боевой поход. 19 августа безрезультатно атаковала немецкий конвой близ Персфьорда. 25 августа обнаружила конвой, но не смогла выйти в атаку из-за временной неисправности рулей. 7 сентября вернулась на базу.
- 22 сентября вышла в боевой поход с обеспечивающим действия командиром 3-го дивизиона И. А. Колышкиным. 26 сентября близ Конгсфьорда атаковала транспорт, через две минуты был зафиксирован взрыв, германской стороной потери не подтверждаются, предположительно было атаковано норвежское судно. 27, 30 сентября и 11 октября совершила ещё три атаки. По немецким данным все три закончились безрезультатно. 17 октября вернулась на базу, было заявлено о потоплении вражеского танкера и трёх транспортов. По возвращении из похода стала на докование в Мурманске. За время докования переведена в 3-й дивизион подводных лодок, командир Ф. В. Константинов снят с должности.
- с 22 ноября по 15 декабря совершила боевой поход с обеспечивающим действия командиром 2-го дивизиона И. А. Колышкиным. По результатам похода командование посчитало два транспорта потопленными.
- 17 января 1942 года подводная лодка «Д-3» награждена орденом Красного Знамени
- с 20 февраля по 16 марта совершила боевой поход.
- 3 апреля 1942 года подводная лодка «Д-3» удостоена звания «Гвардейская».
- с 2 мая по 18 мая совершила боевой поход, с обеспечивающим действия начальником штаба бригады подводных лодок Б. И. Скорохватовым. По возвращении командир доложил о потоплении трёх транспортов суммарным водоизмещением 26 000 брт.
- 21 июня 1942 года ПЛ «Д-3» присвоен «Гвардейский Краснознамённый Военно-морской флаг», первой из ВМФ СССР.
- в июне 1942 года вышла в боевой поход, из которого не вернулась. 9 июля истёк срок автономности, 8 августа исключена из списков кораблей флота. Предполагаемыми причинами гибели специалисты называют подрыв на мине, ошибку личного состава или отказ техники. Все 53 члена экипажа пропали вместе с лодкой. Место гибели — район Тана-фьерда Северная Норвегия.

В 1973 году в СССР были выпущены почтовая марка и карточка для картмаксимума с изображением подводной лодки.

## Командиры лодки
1. К. Н. Грибоедов (1929—1931, 1932—1933)
2. М. Н. Попов
3. капитан 3 ранга Виктор Николаевич Котельников (с 1.9.39 по 30.4.41, затем командир К-22 — с 30.4.41 по 12.10.42, командир 1-го ДПЛ БПЛ СФ, погиб в феврале 1943 г.)
4. капитан-лейтенант Филипп Васильевич Константинов (1942, затем нач-к отд. штаба Беломорской флотилии / СФ)
5. капитан-лейтенант / капитан 3 ранга М. А. Бибеев (с 12.1941, погиб между 19 и 26 июля 1942 г.)